# Vision Stockholm 2030

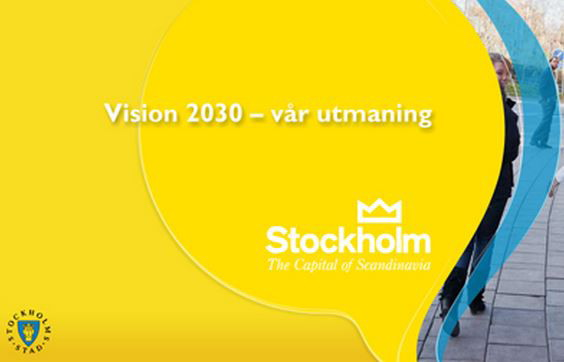
Logotyp.

Vision Stockholm 2030 - Ett Stockholm i världsklass, Vision 2030 - Ett Stockholm i världsklass eller bara Vision 2030, är sedan år 2007 Stockholms stads vision och planer för hur staden skall komma att se ut år 2030. Bakgrunden till visionens uppkomst var bland annat en rapport från OECD där Stockholm ansågs sakna en sammanhållen och politiskt beslutad vision.
Under 2014 genomfördes ett arbete med att revidera visionen. Den främsta anledningen till detta var en snabbare och kraftigare befolkningstillväxt än förväntat. Enligt stadens prognoser kommer en miljon invånare bo i Stockholms stad 2020. Förslaget till reviderad vision lämnades över av stadens tjänstemän till den styrande politiken under hösten 2014.
Stadens vision bygger på tre huvudområden: 
- Stockholmarnas stad[3]
- Innovativ och växande[4]
- Mångsidig och växande[5]

Alla verksamheter inom Stockholms stad har till uppgift att jobba i visionens riktning om ett Stockholm i världsklass. Visionen innefattar bland annat utbyggd infrastruktur, byggande av bostäder i befintliga stadsdelar samt även uppförandet av helt nya stadsdelar inom staden samt service och tjänster i linje med stockholmarnas förväntningar och behov.
Vision Stockholm 2030 kommer att ersättas under år 2017 av Vision 2040 - Ett Stockholm för alla.